# Jean de Vaunoise
Jean de Vaunoise (mort en 1190) est un abbé breton de l'ordre des Augustins, et un archevêque de Dol, de 1188 à 1190.

## Biographie
Jean de Vaunoise, issu de la famille des seigneurs de Vaunoise en Romillé, est le 2e abbé de l'abbaye Saint-Jacques de Montfort lorsqu'il est élu en 1188 pour succéder comme archevêque de Dol au cardinal Rolland III. Il meurt deux ans plus tard et est inhumé dans la nef de son ancienne église abbatiale. Son gisant où il est représenté reposant les bras repliés en croix, tenant sa crosse, vêtu d'une robe et coiffé d'une mitre d'où dépasse une couronne de cheveux,  initialement polychrome, serait l'un des premiers gisants connus de Bretagne.

## Armoiries
D'argent à l'aigle de sable, armée, membrée et becquée de gueules.

### Source et bibliographie
- Arthur de La Borderie, Histoire de la Bretagne, vol. III, Mayenne, Joseph Floch (réédition), 1975, 622 p., p. 205 et 322.  Histoire de la métropole de Dol au XIe et XIIe siècles